# 오픈 네트워킹 재단
오픈 네트워킹 재단(Open Networking Foundation, ONF)은 소프트웨어 정의 네트워킹(SDN)을 통한 네트워킹을 장려하고 오픈플로 프로토콜 관련 기술을 표준화하는 것을 목표로 도이체 텔레콤, 페이스북, 구글, 마이크로소프트, 버라이즌 커뮤니케이션스, 야후! 등의 기업이 투자한 비영리 사업 단체이다. 이러한 표준 설정 및 SDN을 장려하는 단체는 클라우드 컴퓨팅이 컴퓨터와 네트워크 간 구별을 모호하게 만든다는 점에서 자연스럽게 구성되었다. 이니셔티브는 통신 네트워크, 무선망, 데이터 센터, 기타 네트워킹 장소에서 단순한 소프트웨어 변경을 통한 속도 혁신을 의미하였다.
2013년 12월 31일 기준, 이 기관은 123개의 기업이 가입한 상태였다. 2014년 6월 ONF는 소프트웨어 정의 네트워킹의 스타트업 기업 24곳을 포함하여 150개 기업 이상으로 성장하였다. 가입한 기업에는 네트워킹 장비 업체, 반도체 기업, 컴퓨터 기업, 소프트웨어 기업, 통신 서비스 제공자, 하이퍼스케일 데이터 센터 오퍼레이터, 기업 사용자가 포함된다.
2016년, ONF는 오픈 네트워킹 랩(ON.Lab)과 합병할 것이라 발표하였다. 합병 이후의 단체명은 2017년 ONF라는 이름을 그대로 유지하였다.